# Ennemond Payen
Pour les articles homonymes, voir Payen.
Ennemond Payen, né le 13 mai 1881 à Vienne (Isère) et mort le 1er août 1932 à Vienne (Isère), est un homme politique français.

## Biographie
Ennemond Payen devient député face à Lucien Hussel aux législatives de 1928, puis il est élu conseiller général du canton de Vienne-Sud.
Il est inhumé au cimetière de Pipet à Vienne.

## Détail des fonctions et des mandats
Mandats locaux
- 1919 - : Conseiller municipal de Vienne
- 14 octobre 1928 - : Conseiller général du canton de Vienne-Sud

Mandat parlementaire
- 29 avril 1928 - 31 mai 1932 : Député de l'Isère

## Sources
- « Ennemond Payen », dans le Dictionnaire des parlementaires français (1889-1940), sous la direction de Jean Jolly, PUF, 1960 [détail de l’édition]